# Kapellenberg (heuvel in Rozendaal)

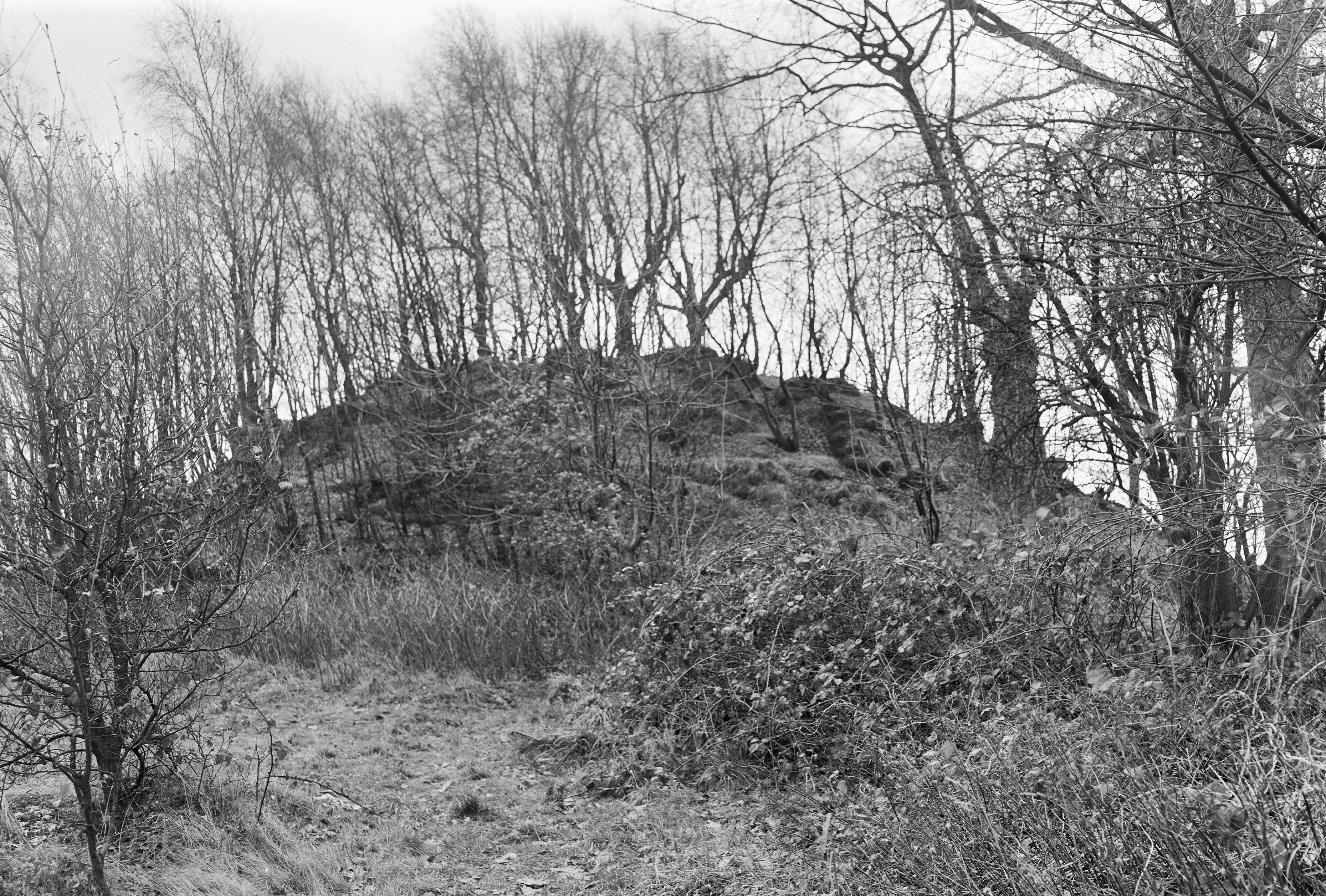
De Kapellenberg in 1966

De Kapellenberg is een kunstmatig opgeworpen heuvel van ongeveer 65 meter boven NAP, aan de rand van de Zuid-Veluwe in de gemeente Rozendaal in de Nederlandse provincie Gelderland. Deze kapelberg ligt langs de Kraijesteijnlaan en tegenover de Apollolaan, aan de noordwestzijde van het dorp Rozendaal, aan de rand van de rond 2000 gebouwde wijk Kapellenberg. In de buurt ligt ook de Kapellenberglaan, die naar deze heuvel is vernoemd.
Vroeger stond er op de heuvel een kleine kapel. Vanaf de heuvel had men uitzicht op de oude weg Arnhem-Rozendaal.
Er loopt een spiralend pad omhoog naar de top van de heuvel. Op de top staan een aantal gesnoeide bomen.